# Christoph Daxelmüller
Christoph Daxelmüller (* 9. April 1948 in Bamberg; † 9. November 2013 in Würzburg) war ein deutscher Kulturwissenschaftler, Volkskundler und Hochschullehrer an der Universität Würzburg. 

## Leben
Christoph Daxelmüller besuchte das Benediktinergymnasium Ettal und studierte Keilschriftforschung, Islamwissenschaft, Semitistik, Kunstgeschichte, Vorderasiatische Archäologie und Vor- und Frühgeschichtliche Archäologie an den Universitäten Würzburg, Rom und München. An der Universität Würzburg promovierte er in Volkskunde zum Doktor der Philosophie. Im Jahr 1985 wurde er Professor für Volkskunde an der Albert-Ludwigs-Universität Freiburg und 1990 Professor für Volkskunde an der Universität Regensburg. Von 1999 bis 2012 war er Inhaber des Lehrstuhls für Europäische Ethnologie/Volkskunde an der Julius-Maximilians-Universität Würzburg.
Er war außerdem Mitglied im Wissenschaftsrat der Gesellschaft zur wissenschaftlichen Untersuchung von Parawissenschaften.

## Publikationen (Auswahl)
- Krippen in Franken. Echter Verlag, Würzburg 1978, ISBN 3-429-00572-8.
- Disputationes curiosae: zum „volkskundlichen“ Polyhistorismus an den Universitäten des 17. und 18. Jahrhunderts (= Veröffentlichungen zur Volkskunde und Kulturgeschichte. Band 5). Bayerische Blätter für Volkskunde, Würzburg 1979, DNB 790668025 (= Zugleich: Dissertation Universität Würzburg, Fachbereich II - Neuphilologien, Geschichte, Kunstgeschichte, 1979 unter dem Titel: Barockdissertationen und Polyhistorismus).
- mit Marie-Louise Thomsen: Bildzauber im alten Mesopotamien. In: Anthropos. Band 77, 1982, S. 27–64-
- Jüdische Kultur in Franken. Echter Verlag, Würzburg 1988, ISBN 3-429-01169-8.
- Weihnachten in Deutschland – Spiegel eines Festes (= Führer zur Ausstellung im Diözesanmuseum Obermünster Regensburg, 28. November 1992 bis 10. Januar 1993). Schnell & Steiner, München/Zürich 1992, ISBN 3-7954-1035-5.
- Zauberpraktiken – Eine Ideengeschichte der Magie. Artemis und Winkler, München/Zürich 1993, ISBN 3-7608-1077-2.
- Tod und Gesellschaft – Tod im Wandel (Begleitband zur Ausstellung im Diözesanmuseum Obermünster Regensburg, 8. November 1996 bis 22. Dezember 1996). Schnell & Steiner, Regensburg 1996, ISBN 3-7954-1114-9.
- „Süße Nägel der Passion“ – Die Geschichte der Selbstkreuzigung von Franz von Assisi bis heute. Patmos, Düsseldorf 2001, ISBN 3-491-70336-0.
- Zauberer, Hexen und Magie (= Was ist was. Band 97). 2. Auflage. Tessloff Verlag, Nürnberg 2003, DNB 970075723.
- mit Roland Flade: Ruth hat auf einer schwarzen Flöte gespielt – Geschichte, Alltag und Kultur der Juden in Würzburg. Echter Verlag, Würzburg 2005, ISBN 978-3-429-02666-0.